# Computació basada en ADN
La computació basada en ADN és una rama emergent de la computació que utilitza ADN, coneixements en bioquímica i eines de biologia molecular en lloc de la tecnologia computacional tradicional in silico. La recerca i el desenvolupament en aquesta àrea implica coneixements teòrics, experimentals i aplicacions de la computació basada en ADN. Tot i que aquest camp es va iniciar originalment com la demostració de l'aplicació computacional per Leonard Adleman l'any 1994, avui en dia s'ha ampliat a molts altres àmbits. En són exemples el desenvolupament de noves tecnologies d'emmagatzematge, modalitats d'obtenció d'imatges a escala nanomètrica, controladors sintètics i xarxes de reacció, etc.

## Història de la computació del ADN i la programació molecular

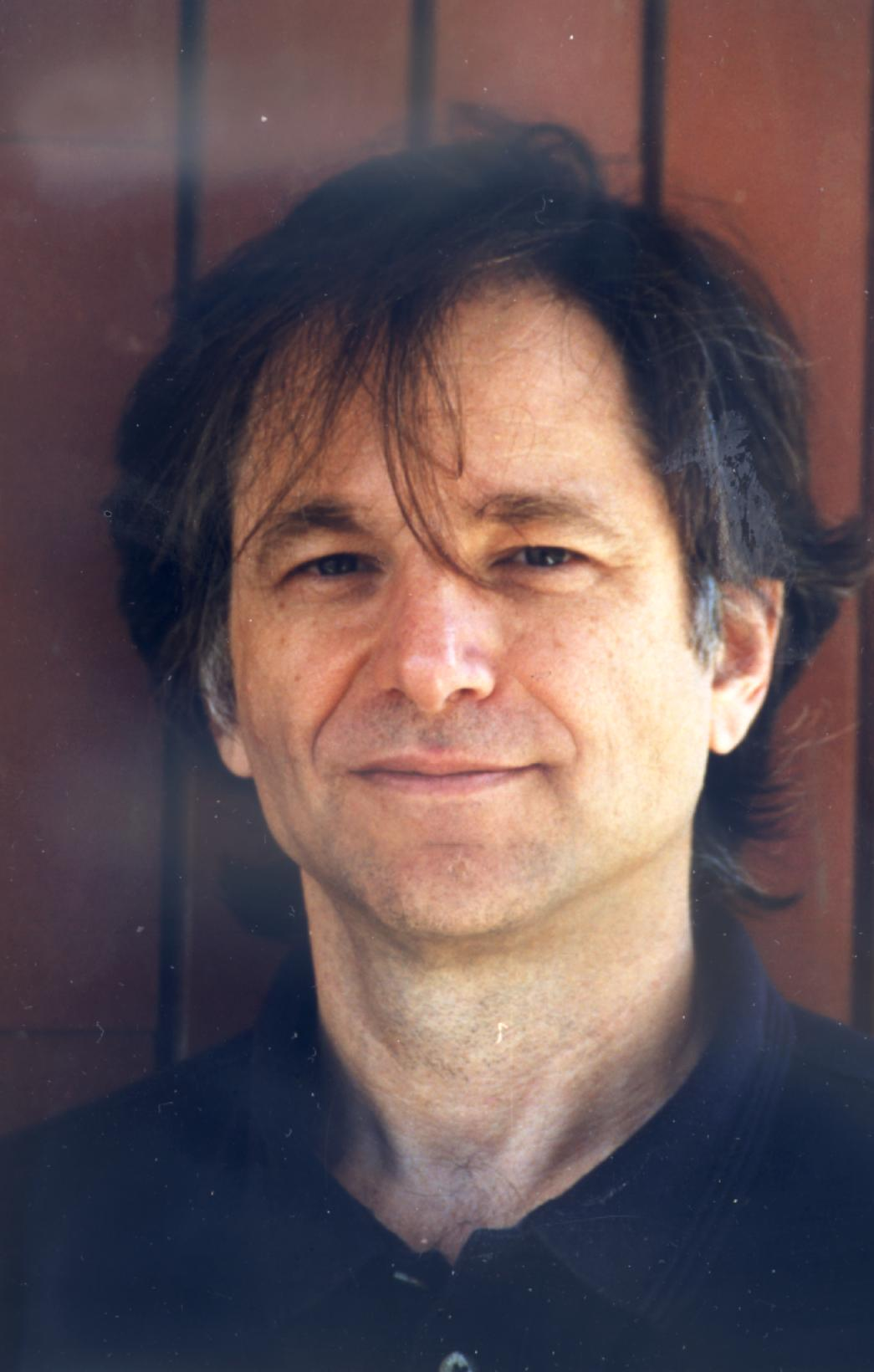
Fotografia d'en Leonard Adleman, considerat pare de la computació basada en ADN.

Leonard Adleman, de la Universitat de Southern California (USC) va ser el primer en desenvolupar aquest camp l'any 1994. Adleman va demostrar la utilitat del ADN, almenys de forma teòrica, per resoldre problemes. Adleman va ser capaç de resoldre el problema del camí Hamiltonià de set punts. Des dels experiments inicials de Leonard Adleman hi ha hagut avenços i vàries màquines de Turing s'ha provat que es poden construir.
Aquest camp s'ha estes en varies àrees. L'any 1995 Eric Baum va proposar la idea de la memòria basada en ADN. Basant-se en la seva alta densitat, un fragment petit de ADN podia emmagatzemar una gran quantitat de dades. Aquest descobriment va permetre estendre l'horitzó de la computació basada en ADN en el de la tecnologia de memòria, tot i que les demostracions in vitro no es van realitzar fins al cap d'una dècada.
El camp de la informàtica basada en ADN es pot classificar com un subcamp del camp de la nanociència de l'ADN, un camp que va ser iniciat per Ned Seeman aproximadament una dècada abans de la demostració de Leonard Adleman. Cap als anys 80 la idea original de Ned era construir estructures arbitràries basant-se en la capacitat de auto-formació ascendent per aplicacions en cristal·lografia. Aquesta idea va transformar-se en el camp de l'autoensablatge estructural de l'ADN, que actualment està molt sofisticat. Una estructura autoensablada es pot formar i tenir una alçada de nanòmetres fins a micròmetres, tal com s'ha demostrat l'any 2018.
L'any 1994, el grup del Prof. Seeman va demostrar que es podien formar estructures entramades utilitzant només una col·lecció petita de component d'ADN. Mentre que la demostració d'Adleman mostrava la possibilitat de crear ordinadors basats en ADN, el disseny va ser arbitrari perquè el número de nodes en el gràfic creix i, per tant, el nombre de components d'ADN requerits també creixerien exponencialment. Així, els informàtics i els bioquímics van començar a explorar el camp de l'autoensamblatge amb l'objectiu d'utilitzar una col·lecció petita d'ADN com a peçes per a crear combinacions creixents arbitràries. Cap als anys 90, altres conceptes van ser explorats de forma teòrica com utilitzar la cristalografia basada en ADN, la capacitat dels sistemes basats en ADN, memories i discs d'ADN i nanorobots basats en ADN.
L'any 2003, el grup de John Reif va demostrar que es podia crear nanorobots caminadors basats en ADN similars als robots caminadors que seguien una línia. Van utilitzar biologia molecular com a font d'energia pel caminador, que gràcies a això es podia moure per una seqüència d'àcids nucleics. Des d'aquesta inicial demostració, una gran varietat de caminadors basats en ADN s'han desenvolupat.

## Aplicacions, exemples i desenvolupaments recents

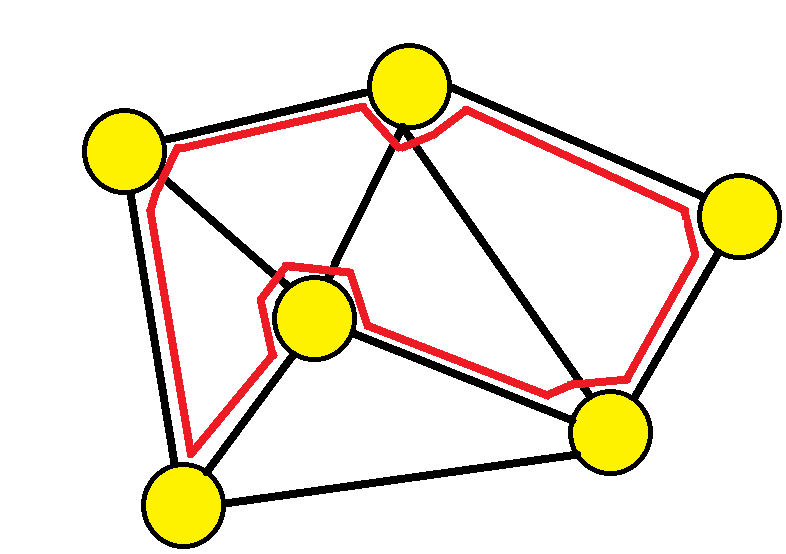
Esquema representatiu d'un camí hamiltonià en una xarxa de 6 vèrtexs.

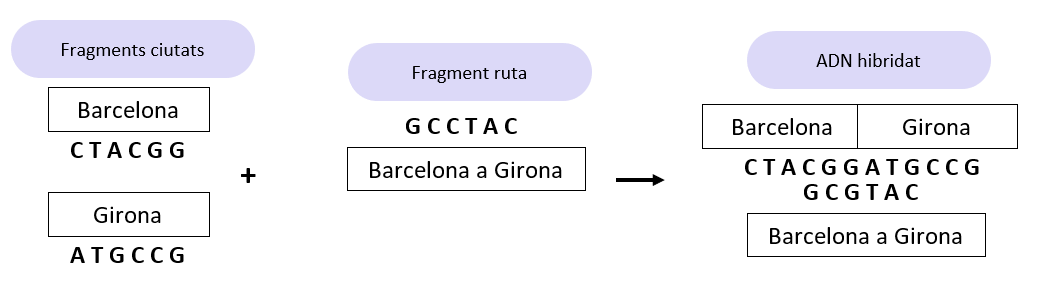
Esquema representatiu de la resolució del problema de camins hamiltonians amb ADN.

L'any 1994 Leonard Adleman va presentar el primer prototip d'ordinador basat en ADN, anomenat TT-100 (Test Tube amb 100 microlitres). El tub d'assaig contenia 100 microlitres de líquid saturat d'ADN i va ser capaç de resoldre una versió simple del problema del circuit Hamiltonià. En l'experiment, el circuit es va implementar com si fos un problema d'un venedor ambulant que havia de vendre a diferents ciutats. Cada fragment d'ADN representava cada ciutat que el venedor havia de visitar. Cada fragment o ciutat, era capaç d'intereccionar amb altres fragments o ciutats i crear unions que representaven els camins interurbans. Aquests fragments eren creats i mesclats en el tub d'assaig; en segons, els fragments més petits formaven fragments més grans que representaven les diferents rutes. Amb posteriors reaccions químiques els fragments que representaven les rutes més llargues s'eliminaven. Els fragments resultants eren la solució al problema del venedor ambulant; els diferents camins entre ciutats. Tot i que el problema es pogués resoldre, l'experiment durava una setmana i les limitacions tècniques per avaluar els resultats feien que no es pogués aplicar a la pràctica. Tot i així, el problema es podria resoldre, i això ja és una prova de concepte.

### Problemes combinatoris
Els primers resultats dels problemes van ser obtinguts per Leonard Adleman (NASA JPL).
- L'any 1994 soluciona un camí Hamiltonià en un gràfic de 7 punts.
- L'any 2002 soluciona un problema NP-complet i un problema 3-SAT (problema de satisfacibilitat booleana) amb 20 variables.

### Tres en ratlla
L'any 2002, J.Macdonald, D. Stefanovic i M. Stojanovic van crear un ordinador basat en ADN capaç de jugar al tres en ratlla contra un humà. La calculadora consisteix en 9 bits que corresponen a 9 quadrats en el joc, conformant el taulell. Cada bin conté un substrat i vàries combinacions d'enzims d'ADN. El substrat està compost d'una cadena de DNA que en un extrem té unit un component fluorescents mentre que a l'altre extrem té unit un grup repressor. El component fluorescents només s'activa si les molècules del substrat estàn fragmentades per la meitat. Els enzims d'ADN simulen funcions lògiques. Per exemple, el constructe no estarà plegat si s'introdueixen dos cadenes d'ADN que reprodueixen la funció lògica AND.
Per defecte, es considera que l'ordinador juga en primer lloc i a la casella central del tauler. Els jugadors humans comencen amb 8 cadenes d'ADN diferents que corresponen a les 8 caselles restants del taulell. Per jugar en una casella determinada i, l'humà introdueix la cadena corresponent al resultat de i. Les cadenes d'ADN interactuen amb enzims de DNA que es troben en cada casella, i aquests, tallen la cadena introduida, alliberant el component fluorescent. La casella, per tant, esdevé fluoresent, indicant en quina casella s'està jugant. Els enzims d'ADN són disposats i dividits en les caselles de tal manera que s'assegura que tota persona que jugui contra l'ordinador té la possibilitat de guanyar i/o quedar en empat amb l'ordinador, com succeeix en el tres en ratlla original.

### Xarxa neural basada en computació
Kevin Cherry i Lulu Qian, ambdós de Caltech, van desenvolupar una xarxa neural artificial basada en ADN capaç de reconèixer fins a 100-bits de dígits escrits a mà. Per aconseguir-ho, van programar amb anterioritat un ordinador amb una col·lecció de pesos representats per la variació de concentracions de molècules de pes, que posteriorment van ser afegides al tub d'assaig que contenia l'entrada de les cadenes de DNA.

### Millora de la velocitat amb computació localitzada basada en caché
Un dels reptes de la computació basada en ADN és la velocitat. Tot i que l'ADN és un substrat biologicament compatible i presenta avantatges com que pot ser utilitzat en camps on la tecnologia basada en silice no pot, la velocitat de computació és molt lenta. Per exemple, un circuit d'arrels quadrades utilitzat com a marcador va ser completat en 100 hores. S'han proposat alternatives que utilitzen enzims per tal de crear circuits més ràpids i compactes. Chatterjee et al. van demostrar que es podia augmentar la velocitat de computació creant circuits d'ADN localitzats. Aquest concepte va ser posteriorment estudiat i desenvolupats per altres grups. La idea va ser proposada en el camp de l'arquitectura d'ordinadors i s'ha adaptat en aquest camp. En l'arquitectura d'ordinadors, es coneix molt bé que si les instruccions executades en cadena es carreguen en el caché, inevitablament això ens permetrà augmentar la velocitat de computar. Aquesta idea és el principi de localització. Això és degut al fet que no hi ha necessitat d'introduir les instruccions dins i fora de la memòria principal, que és el que enlentiria el procés. En computació amb ADN, les cades d'ADN responsables per la computació són fixades a la placa d'assaig com un substrat que assegura la proximitat física amb les portes de computació. Aquestes tècniques de computació han demostrat tenir potencial en disminuir el temps de processament en ordres de magnitud.

### Computació renovable o reversible
La recerca posterior en computació de DNA ha conduit a la producció de la computació reversible de DNA; apropant un pas més a la tecnologia basada en silice utilitzada en ordinadors. En particular, John Reif i el seu grup a la Universitat de Duke va proposar dos tècniques dierents per reutilitzar els complexos d'ADN. El primer disseny utilitza portes d'ADN bicatenari, mentre que el segon utilitza els complexos d'ADN en forquilla (Hairpin structures). Tot i que ambdós dissenys tenen alguns problemes, com pèrdues de reaccions, els dos dissenys suposen un avenç molt important en el camp de la informàtica basada en ADN. Altres grups han intentat solucionar el problema de la pèrdua de reacció de les portes d'ADN bicatenari. 

## Mètodes
Hi ha múltiples mètodes per construir un dispositiu computacional basat en ADN, cadascun amb els seus avantatges i inconvenients. La majoria es basen en les portes lògiques bàsiques (AND, OR, NOT) i la lògica digital bàsica de l'ADN. Algunes de les diferents bases inclouen els enzims d'ADN, els desoxioligonucleòtids, els enzims i l'intercanvi de toeholds.

### Mecanismes de desplaçament de cadena

Esquema de reacció de desplaçament de cadena mitjançat per toeholds. En aquest exemple la cadena vermella s'uneix a la cadena verda per la seva regió toehold de cadena senzilla (regió 1). Seguidament es produeix un procés de migració en rama en la regió 2: la cadena blava és desplaçada i s'allibera del complexe. Reaccions com aquestes es fan servir per reconfigurar dinàmicament o assemblar nanoestructures d'àcids nucleics. A més a més, les cadenes vermella i blava poden ser utilitzades com a senyals en una porta lògica molecular.

L'operació més fonamental a la computació basada en ADN i la programació molecular és el mecanisme de desplaçament de cadena. Actualment hi ha dues formes per dur a terme aquest mecanisme:
- Desplaçament de cadena mitjançat per toeholds (TMSD)[5]
- Desplaçament de cadena operat per polimerasa (PSD)[7]

### Intercanvi detoeholds
A part dels esquemes de desplaçament de cadena simples, els ordinadors d'ADN també s'han construït fent servir el concepte d'intercanvi de toeholds. En aquest sistema, una cadena d'ADN input s'uneix a un sticky end, o toehold, en una altra molècula d'ADN. Això permet la creació de components lògics modulars com les portes AND, OR i NOT i amplificadors de senyal, els quals poden ser enllaçades arbitràriament en ordinadors grans. Aquesta classe d'ordinadors d'ADN no requereix enzims o cap capacitat química de l'ADN.

### Xarxes d'interacció química (CRN)
La pila completa de l'ordinador d'ADN és molt similar a l'arquitectura d'un ordinador tradicional. Al nivell més alt, un llenguatge de programació semblant a C s'expressa utilitzant un conjunt de xarxes de reaccions químiques (CRN). Aquesta representació intermèdia es tradueix a un disseny a escala de domini d'ADN que s'implementa utilitzant un conjunt de cadenes d'ADN. L'any 2010, el grup d'Erik Winfree va demostrar que l'ADN es pot fer servir de substrat per implementar reaccions químiques arbitràries. Aquest fet va obrir les portes al disseny i síntesi de controladors bioquímics, ja que el poder de les CRN és equivalent a la màquina de Turing. Aquests controladors tenen potencial per poder utilitzar-se in vivo per aplicacions com la prevenció del desequilibri hormonal.

### Enzims d'ADN
Els ADN catalítics (desoxiribozims o DNAzymes) catalitzen una reacció quan interactuen amb l'input apropiat, com un oligonucleòtid coincident. Aquests enzims d'ADN es fan servir per construir portes lògiques anàlogues a la lògica digital in silico. Tot i això, els enzims d'ADN estan limitats a portes d'1-, 2- i 3-inputs, actualment sense implementació per avaluar declaracions en sèrie.
La porta lògica dels enzims d'ADN canvia la seva estructura quan s'uneix a un oligonucleòtid coincident i s'escindeix el substrat fluorogènic que duu unit. Tot i que es poden fer servir altres materials, la majoria de models utilitzen un substrat fluorescent donat que són molt fàcils de detectar, fins i tot quan sol hi ha una molècula. La quantitat de fluorescència es pot mesurar per establir si una reacció s'ha dut a terme o no. L'enzim d'ADN que canvia es considera ja "utilitzat" i no pot iniciar cap reacció més. Per aquest fet, les reaccions es duen a terme a un dispositiu com un reactor de tanc d'agitació contínua, on s'elimina el producte "vell" i es van afegint noves molècules.

Representació de l'estructura de tija en bucle (stem loop) en una molècula d'ARN.

Dos enzims d'ADN utilitzats habitualment s'anomenen E6 i 8-17. Són popular perquè permeten l'escissió d'un substrat en qualsevol localització arbitrària. Stojanovic i MacDonald han fet servir els enzims E6 per construir les màquines MAYA I i MAYA II, respectivament. Stojanovic també ha demostrat que es poden fer portes lògiques utilitzant l'enzim 8-17. Tot i que aquests enzims d'ADN han demostrat ser útils per construir portes lògiques, estan limitats per la seva necessitat d'un cofactor metàl·lic per funcionar, com Zn2+ o Mg2+ i, per tant, no es poden emprar in vivo.
Existeix un disseny anomenat tija en bucle, que consisteix en una cadena senzilla d'ADN amb un bucle en un extrem i és una estructura dinàmica que s'obre i es tanca quan un fragment d'ADN s'uneix a l'extrem del bucle. Aquest efecte s'ha fet servir per crear diverses portes lògiques, les quals s'han usat per crear els ordinadors MAYA I i MAYA II, els quals poden jugar al tres en ratlla fins a cert punt.

### Enzims
Els enzims basats en la computació d'ADN són normalment una màquina de Turing simplificada; l'anàleg de la maquinària seria un enzim i el del programari seria l'ADN.

Benenson, Shapiro i companys han creat un ordinador d'ADN utilitzant l'enzim FokI i han ampliat el seu treball ensenyant a un autòmat a diagnosticar i reaccionar davant càncer de pròstata. Aquest detecta una davallada en l'expressió dels gens PPAP2B i GSTP1 i una sobreexpressió dels gens PIM1 i HPN. El seu autòmat avaluava l'expressió de cada gen, un per un, i el diagnòstic positiu desencadenava l'alliberació d'una molècula de cadena senzilla d'ADN (ssDNA) complementària per MDM2. MDM2 és un repressor de p53 que, al seu torn, és un supressor de tumors. En un diagnòstic negatiu es va decidir que s'alliberaria un supressor de la diagnosi positiva en lloc de no fer res. Una limitació d'aquesta implementació és que necessiten dos autòmats, per administrar les dues drogues per separat. Tot el procés d'avaluació fins que s'allibera la droga tarda una hora per completar-se. Aquest mètode també requereix molècules de transició i la presència de l'enzim FokI, fet que limita la seva utilització in vivo, almenys en cèl·lules d'organismes superiors. També s'hauria de remarcar que les molècules que funcionen com a “programari” es poden reutilitzar.

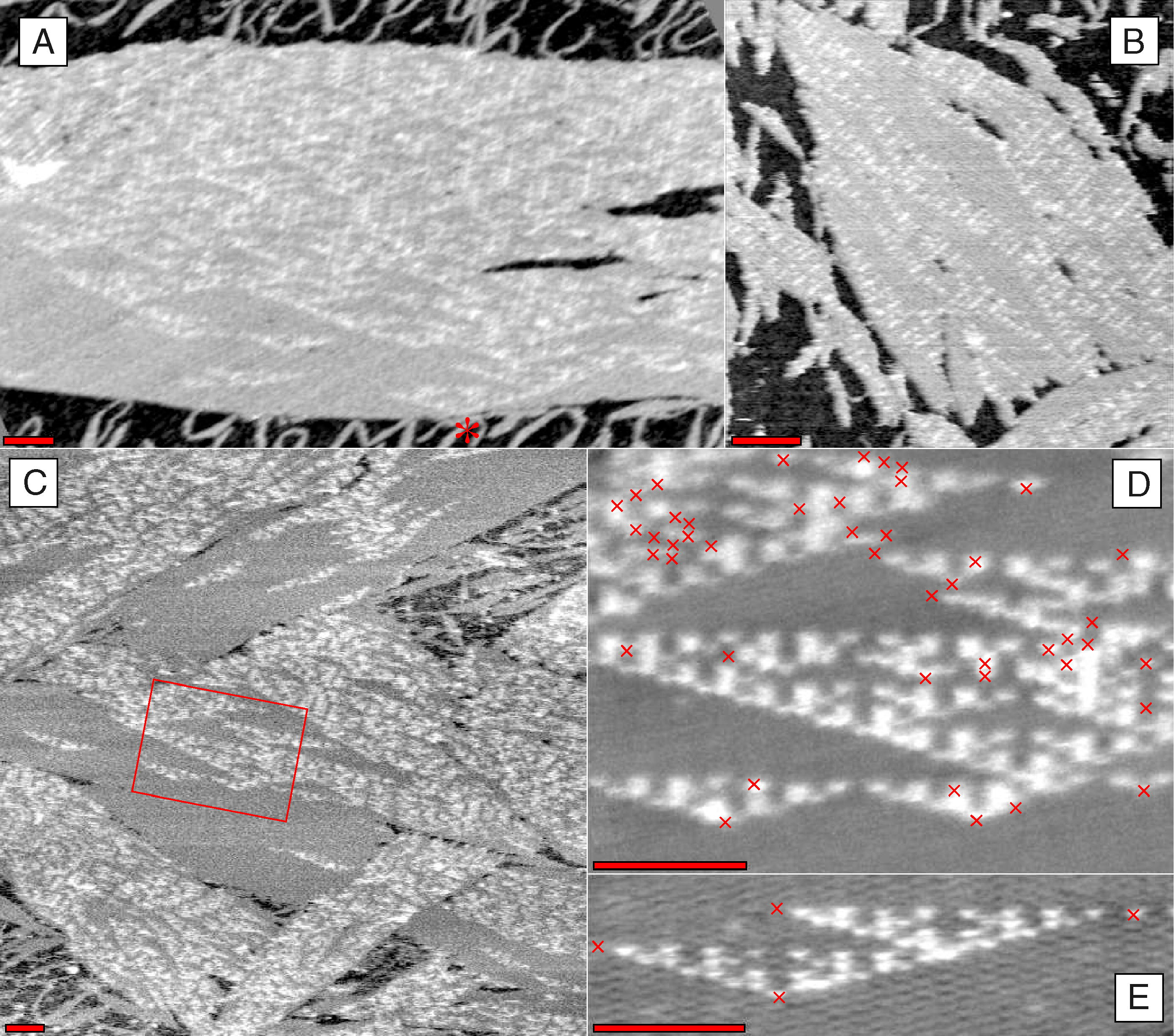
Matrius d'ADN que mostren una representació del Triangle de Sierpiński a les seves superfícies. Clica a la imatge per més detalls. Imatge extreta de Rothemund et al., 2004.

### Auto-assemblatge algorítmic
La nanotecnologia de l'ADN és una branca de la nanotecnologia que utilitza les propietats del reconeixement molecular de l'ADN i altres àcids nucleics per a crear estructures artificials d'ADN dissenyades amb propòsits tecnològics. En aquest camp, l'ADN és utilitzat no tant com a portador d'informació genètica, sinó com a material estructural. Recentment s'ha aplicat al camp de la computació basada en ADN: les estructures basades en rajoles poden ser dissenyades perquè cada rajola contingui múltiples sticky ends amb seqüències escollides i puguin actuar com rajoles de Wang. Amb això es volen crear entramats periòdics formats per assemblatges de petits àcids nucleics dotats de sticky ends per combinar-los en una estructura bidimensional de dos entramats periòdics. N'és un exemple la sèrie del DX o molècula amb doble encreuament. S'ha vist que matrius d'ADN poden implementar un autòmat cel·lular que generi una fractal anomenat Triangle de Sierpiński. Això mostra que la computació es pot incorporar en l'assemblatge de les matrius d'ADN, incrementant el seu abast més enllà de les matrius simples periòdiques.

## Capacitats
La computació basada en ADN és una forma de computació paral·lela que pren avantatge de les múltiples molècules diferents d'ADN per provar moltes possibilitats a la vegada. Per alguns problemes especialitzats, els ordinadors d'ADN són més ràpids i petits que cap altre ordinador. A més a més, s'ha demostrat que algunes computacions matemàtiques en particular funcionen en un ordinador d'ADN. Com a exemple, les molècules d'ADN s'han utilitzat per abordar el problema de l'assignació.
Jian-Jun Shu i companys van construir un sistema GPS d'ADN i van dur a terme un experiment per mostrar que els camps magnètics poden millorar el transport de càrregues mitjançant l'ADN (o proteïnes), fet que pot permetre als organismes detectar camps magnètics.
La computació basada en ADN no proporciona cap nova habilitat des del punt de vista de la teoria computacional, on els problemes presentats són resolts usant diferents models de computació. Per exemple, si l'espai requerit per la solució d'un problema augmenta exponencialment amb la mida del problema (problemes EXPSPACE) en les màquines von Neumann, encara creix exponencialment amb la mida del problema amb les màquines d'ADN. Per problemes EXPSPACE molt grans, la quantitat d'ADN requerit és massa gran per ser pràctic.

## Tecnologies alternatives
L'any 2009 IBM i Caltech es van associar per produir “Xips d'ADN”. Un grup de Caltech treballa fabricant els circuits integrats basats en DNA. Un chip pot resoldre arrels quadrades. S'ha escrit un compilador en Perl.

## Avantatges i inconvenients
La lenta velocitat de processament d'un ordinador d'ADN (el temps de resposta es mesura en minuts, hores o dies més que en mil·lisegons) es compensa amb el seu potencial per fer una gran quantitat de computacions múltiples paral·leles. Això permet al sistema emprar una quantitat de temps similar per un càlcul complex que per un de senzill. Aquest fet s'aconsegueix pels milions o bilions de molècules que estan interactuant entre si simultàniament. Així i tot, és molt més difícil analitzar les respostes aconseguides amb un ordinador d'ADN que amb un digital.